# Norio Nagayama
 (juillet 2009).
Si vous disposez d'ouvrages ou d'articles de référence ou si vous connaissez des sites web de qualité traitant du thème abordé ici, merci de compléter l'article en donnant les références utiles à sa vérifiabilité et en les liant à la section « Notes et références ».
Norio Nagayama (永山 則夫, Nagayama Norio, 27 juin 1949 - 1er août 1997) était un tueur en série et romancier japonais.

## Biographie
Nagayama est né à Abashiri, Hokkaidō. À 5 ans, il est abandonné à Abashiri par sa mère qui retourne travailler dans sa ville natale Itayanagi. Son père, accro aux jeux d'argent, est également absent. Avec l'une de ses grandes sœurs et deux de ses grands frères également laissés à Abashiri, ils vivent sans parent jusqu'à ce que les autorités locales les découvrent. Ils sont alors renvoyés auprès de leur mère à Itayanagi où Nagayama reste jusqu'à la fin du collège.
Nagayama déménage à Tōkyō en 1965 et travaille dans l'arrondissement de Shibuya où il assiste à la fusillade de Misao Katagiri (en). 
Il a tué 4 personnes au pistolet entre le 11 octobre et le 5 novembre 1968. Il a dérobé 16 420 Yen (124 €) à ses 2 dernières victimes. Il a été arrêté le 7 avril 1969 à l'âge de 19 ans, il était donc mineur selon la loi japonaise.
En 1979, il fut condamné à mort puis la peine a été réduite en prison à vie en appel en 1981. Mais en 1983, la Cour Suprême juge qu'il mérite la peine de mort, et renvoie l'affaire devant la Haute Cour (juridiction d'appel). En 1987, la Haute Cour le condamne de nouveau à la peine de mort, et la Cour suprême confirme la décision en 1990.
En prison, Nagayama a écrit de nombreux romans qui l'ont fait connaître à l'extérieur. Son premier livre publié est Le goût de l'ignorance (無知の涙, Muchi no Namida) en 1971. En 1983, il a reçu une récompense pour Le pont en bois (木橋, Kihashi). Les membres de l'aristocratie littéraire japonaise voyaient d'un mauvais œil son succès étant donné son statut de condamné. Il a été rejeté de l'Association des auteurs du Japon mais il a reçu une distinction semblable en Sarre, en Allemagne, en 1996.
Sa condamnation à mort a été contestée jusqu'à son exécution soudaine le 1er août 1997, juste 34 jours après l'arrestation de Seito Sakakibara (14 ans) qui avait commis des meurtres semblables.
Un film inspiré par son histoire, A.K.A. Serial Killer, réalisé par Masao Adachi, est sorti au Japon en 1969 ainsi que le film Vivre aujourd'hui, mourir demain réalisé par Kaneto Shindō et sorti en 1970.

## Œuvres
- Muchi no Namida (無知の涙, 1971?)
- Aika Muka (愛か無か, 1973?)
- Kihashi (木橋, 1984?)
- Sooren no Tabigeinin (ソオ連の旅芸人, 1986?)
- Sutego Gokko (捨て子ごっこ, 1987?)
- Shikei no Namida (死刑の涙, 1988?)
- Nazeka Umi (なぜか 海, 1989?)
- Isui (異水, 1990?)
- Hana (華, 1997?)